# Doon
Doon é uma cidade localizada no estado americano de Iowa, no Condado de Lyon.

## Demografia
Segundo o censo americano de 2000, a sua população era de 533 habitantes.
Em 2006, foi estimada uma população de 532, um decréscimo de 1 (-0.2%).

## Geografia
De acordo com o United States Census Bureau tem uma área de
1,5 km², dos quais 1,5 km² cobertos por terra e 0,0 km² cobertos por água. Doon localiza-se a aproximadamente 401 m acima do nível do mar.

## Localidades na vizinhança
O diagrama seguinte representa as localidades num raio de 20 km ao redor de Doon.